# Esther Valentin
Esther Valentin (* 1993 in Heidelberg) ist eine deutsche Konzertsängerin in der Stimmlage Mezzosopran.

## Biografie
Esther Valentin ist die Tochter der Sopranistin Eva Lebherz-Valentin und des Musikpädagogen Michael Valentin. Sie spielte zunächst Cello, dann auch Trompete und entdeckte durch Unterricht bei ihrem Vater und ab 2011 bei der Sopranistin Monica Pick-Hieronimi den klassischen Gesang. Von 2012 bis 2018 studierte sie an der Hochschule für Musik und Tanz Köln Gesang bei Mario Hoff. Daneben erhielt sie künstlerische Impulse von Brigitte Fassbaender, Graham Johnson, Benjamin Appl, Thomas Quasthoff, Wolfram Rieger, Michael Gees, Axel Bauni, Ruth Ziesack, Stefan Irmer, Birgit Remmert, Klesie Kelly-Moog, Dalia Schaechter, Renée Morloc und Christine Oelze.
Als Liedsängerin pflegt Esther Valentin ein vielseitiges Repertoire aus allen Stilepochen von der Wiener Klassik bis hin zu Werken der Gegenwart. Mit der Pianistin Anastasia Grishutina bildet sie seit 2016 ein Liedduo, das durch den Erfolg beim Internationalen Schubert-Wettbewerb Dortmund 2018 die Möglichkeit zur Aufnahme seiner Debüt-CD Amors Spiel bekam und das der Südwestrundfunk von 2019 bis 2022 im Rahmen von SWR2 New Talent fördert. Auch als Interpretin von Orchesterliedern trat sie in Erscheinung, etwa bei einer Aufführung von Richard Wagners Wesendonck-Liedern mit dem Folkwang Kammerorchester Essen im Februar 2020.

## Preise und Auszeichnungen
- 2018: Bruno-Frey-Musikpreis[9]
- 2018: 1. Preis und Publikumspreis beim Internationalen Schubert-Wettbewerb Dortmund.[1]
- 2019: Publikumspreis, Pressepreis und Preis der Jungen Jury beim Internationalen Gesangswettbewerb von ’s-Hertogenbosch.[10]

## Diskografie
- Amors Spiel: Lieder von Bolcom, Wolf, Schubert, Haydn, Mozart, Eggert, Pfitzner, Schönberg. Am Klavier: Anastasia Grishutina. CD, GWK Records[11], 2018.
- Antonio Salieri: Kantaten. Mit Esther Valentin als Solistin und den Heidelberger Sinfonikern unter Timo Jouko Herrmann. CD, Hänssler, 2019.[12]
- Crime Scenes: Lieder von Schubert, Schumann und anderen. Am Klavier: Anastasia Grishutina. CD, GWK Records, 2022.